# Apatemys
Apatemys є членом родини Apatemyidae, вимерлої групи дрібних і комахоїдних плацентарних ссавців, які мешкали в палеогені Північної Америки, Індії та Європи. Хоча кількість родів і видів менш узгоджена, було встановлено, що два роди апетеміїд, Apatemys і Sinclairella, існували послідовно протягом еоцену в Північній Америці. Рід Apatemys існував ще 50,3 мільйона років тому, який існував ще 50,3 мільйона років тому, існував через частину Васатчі і зберігався через Duchesnean, а Sinclairella слідував, існуючи від Duchesnean до Arikarean. Дослідження зразків, що належать до роду Apatemys, припускають пристосування, характерні для деревних ссавців.